# Vincenzo Cantiello
Vincenzo Cantiello (* 25. srpna 2000 Sant'Arpin) je italský dětský zpěvák. Je známý díky účasti v soutěži Ti lascio una canzone a vítězství v Junior Eurovision Song Contest 2014 na Maltě.

## Biografie
Vincenzo se narodil v malém městě Sant'Arpino nedaleko Neapole. Od útlého věku se zajímal o hudbu, zpívat začal v místním dětském sboru. Od devíti let zpívá sólově, v roce 2010 poprvé vyhrál na místním hudebním festivalu. Skutečně na sebe však upozornil až v roce 2014 účastí v populární italské televizní soutěži mladých zpěváků Ti lascio una canzone. Posléze byl vybrán jako vůbec první zástupce Itálie na Junior Eurovision Song Contest na Maltě. Krátce před konáním soutěže byl hostem italské komunity ve Washingtonu. 15. listopadu 2014 vystoupil s písní „Tu primo grande amore“ jako jeden z šestnácti mladých interpretů. Zvítězil s počtem 159 bodů před zástupci Bulharska a Arménie.